# Bicho-do-coco
O bicho-do-coco (Pachymerus nucleorum) é uma larva de besouro da família dos bruquídeos. Possui ampla distribuição brasileira, que se desenvolve no interior do fruto de várias palmáceas, como o babaçu, o coqueiro, a carnaúba, entre outras. Ele também é conhecido pelos nomes de gongo, coró, tapuru e morotó. Pachymerus nucleorum se instala dentro de frutos, e que por isso também é conhecida como “larva do coquinho”

## Cultura e gastronômico
É uma espécie muito encontrada no Maranhão, sendo uma iguaria na região e de valor cultural e gastronômico para o Maranhão em si. Seu consumo faz parte de brincadeiras na zona rural e de treinamentos de sobrevivência na selva.

## Ciclo de vida
Nucleorum colocam os ovos na superfície dos frutos, e depois de cerca de 10 dias, a larva eclode e penetra na semente, onde se desenvolve. A larva se alimenta fazendo movimentos circulares e ao final do desenvolvimento ocupa praticamente todo o interior do endocarpo, onde empupa fazendo uma espécie de casulo com restos de fezes e material oriundo da alimentação. A construção de casulos desse tipo é comum em besouros da tribo Pachymerini (Southgate 1979). 
Em laboratório, observou-se que o estágio de pupa dura aproximadamente um mês. O indivíduo adulto apresenta coloração cinza escuro e cerca de 1cm de comprimento. O ciclo de vida de Pachymerus nucleorum em sementes de Allagoptera arenaria é muito semelhante ao encontrado para esse mesmo bruquíneo em sementes de dendê, licuri, babaçu e piassava.